# 日本棒球联盟
35°41′01″N 139°45′59″E / 35.6837221°N 139.7664226°E
公益财团法人日本棒球联盟（日语： / 英語：），简称，是日本统管社会人棒球的组织。其前身为于1949年创立的“日本社会人棒球协会（日本社会人野球協会）”；协会于1985年变更为现名并注册为财团法人。2013年，联盟由财团法人变更为公益财团法人。

## 机构简介
日本全国各社会人棒球队将通过加盟本队所在地的都道府县地方联盟而成为日本棒球联盟的注册球队。在日本的社会人棒球官方赛事中，由日本棒球联盟单独主办的有三大赛事：城际棒球对抗赛、社会人棒球日本锦标赛和全日本俱乐部棒球锦标赛（限俱乐部队参加）；而在2006年到2014年期间举办的全国俱乐部队棒球系列赛则是由日本棒球联盟与其旗下的地方联盟共同主办。
社会人棒球常常与企业棒球相混淆；但现在的企业棒球仅仅以软式棒球为对象，所以是有区别的。
在2002年的时候，日本棒球联盟将相关社会人棒球赛事分为JABA官方赛事、JABA认可赛事和JABA准认可赛事等三个类别。2003年，联盟将JABA认可赛事和JABA准认可赛事合并为JABA认可赛事，并统一在赛事前冠名。

### 机构组织
日本棒球联盟将日本划为九个地区并分别设立地区联盟，地区联盟之下再按都道府县设立地方联盟。
| 地区联盟       | 下辖地方联盟                                                     |
| -------------- | ---------------------------------------------------------------- |
| 北海道地区联盟 | 北海道                                                           |
| 东北地区联盟   | 青森县、岩手县、秋田县、宫城县、山形县、福岛县                   |
| 关东地区联盟   | 茨城县、栃木县、群马县、埼玉县、千叶县、东京都、神奈川县、山梨县 |
| 北信越地区联盟 | 长野县、新潟县、富山县、石川县、福井县                           |
| 东海地区联盟   | 静冈县、爱知县、岐阜县、三重县                                   |
| 关西地区联盟   | 滋贺县、京都府、大阪府、奈良县、和歌山县、兵库县                 |
| 中国地区联盟   | 冈山县、鸟取县、岛根县、广岛县、山口县                           |
| 四国地区联盟   | 香川县、爱媛县、德岛县、高知县                                   |
| 九州地区联盟   | 福冈县、大分县、佐贺县、长崎县、熊本县、宫崎县、鹿儿岛县、冲绳县 |

### 加盟条件
一般认为日本的社会人棒球联盟就是针对成年人的棒球联盟。事实上，大多数以成年人或老年人为主要目标的棒球队都属于社会人棒球范畴。
根据日本棒球联盟的章程，所有符合联盟注册条件的业余棒球队员都可以注册为联盟的球员。这也就意味着大学和专门学校所属的棒球社队员也可以注册；但在实际操作上，由于大学和专门学校的棒球社也会在日本学生棒球协会注册，而根据日本学生棒球协会的棒球协议规定，凡在协会注册过的球队成员不得注册为日本棒球联盟的注册球员。如果曾在日本棒球联盟注册而后又转为日本学生棒球协会下辖的全日本大学棒球联盟注册球员，那根据日本学生棒球协会的规定，该球员将禁止参加官方赛事1年。非全日制高中的学生在年满18周岁之后可以注册为联盟的注册球员。
另外根据2002年对日本棒球联盟章程的修改，即便是在读的普通高中学生，如果没有在日本高等学校棒球联盟注册为注册球员便可以在本联盟注册为注册球员。目前，有几名在俱乐部青少年梯队打球的在读高中生就注册为日本棒球联盟的注册球员。但是相关限制不涉及高中棒球的教练人员，如果某球员注册为日本棒球联盟的注册球员，那么他可以一边在俱乐部打球，而另一边在普通高中担任棒球社社长或教练的职务。

### 脚注
1. ↑  加盟虽然是自愿制，但如果不加盟的话将不能参加由联盟举办的任何赛事也不能与联盟其他加盟球队进行交流赛事，因此实质上是所有球队都加入了联盟。
2. ↑  日本棒球联盟还与全日本大学棒球联盟（日语：全日本大学野球連盟）联合主办了“社会人与大学棒球对抗赛”；以及由日本棒球机构、日本棒球联盟和全日本大学棒球联盟共同主办的“神奈川棒球交流赛”。
3. ↑  北海道单独设立一个地区联盟。因此北海道下没有地方联盟而只有地区联盟的支部。
4. ↑  地方联盟通常会以“某某县棒球联盟”为名，但神奈川县棒球协会与新泻县硬式棒球联盟两个地方联盟名例外。